# J. J. Abrams

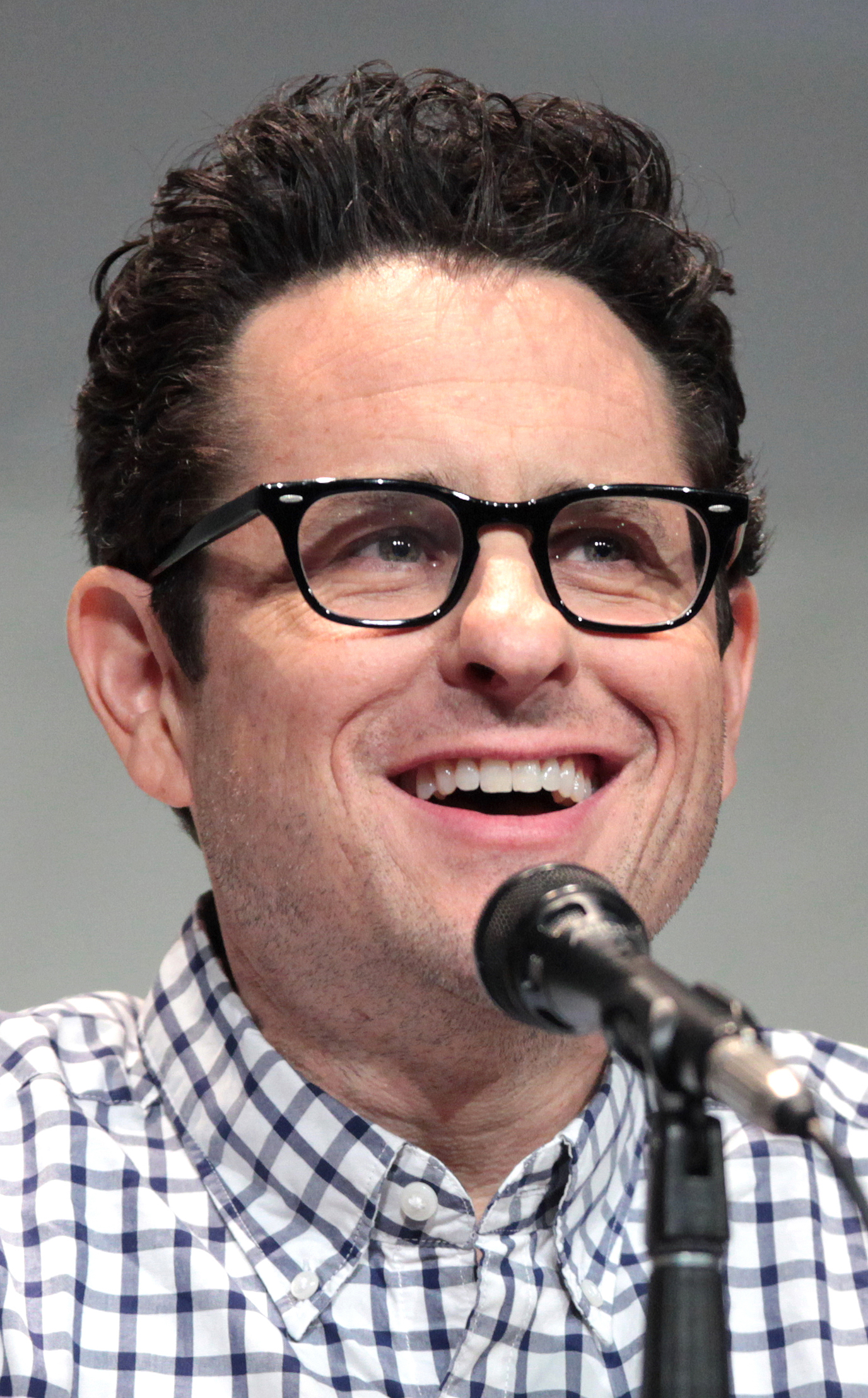
J. J. Abrams (2015)

Jeffrey Jacob „J. J.“ Abrams (* 27. Juni 1966 in New York City, Vereinigte Staaten) ist ein US-amerikanischer Film- und Fernsehproduzent, Drehbuchautor, Komponist, Schauspieler und Regisseur. Er ist zudem Mitbegründer und CEO von Bad Robot Productions.

## Leben
Abrams wurde in New York City geboren, wuchs aber in Los Angeles auf. Er besuchte das Sarah Lawrence College in Bronxville, New York.
Er hat an vielen Film- und Fernsehprojekten mitgearbeitet – unter anderem Armageddon – und ist der Schöpfer der sehr erfolgreichen US-Fernsehserien Felicity (1998), Alias – Die Agentin (2001) sowie Fringe – Grenzfälle des FBI (2008), wobei er Letztere zusammen mit Alex Kurtzman und Roberto Orci schuf. Er war außerdem maßgeblich am kreativen Entwicklungsprozess von Lost (2004) beteiligt.
Seine erste Regiearbeit bei einem Kinofilm war der dritte Teil der Mission-Impossible-Filmreihe, der im Mai 2006 in die Kinos kam. Den Job bekam er, nachdem seine Assistentin dem Schauspieler Tom Cruise die DVDs seiner Serie Alias zukommen ließ, die diesem auf Anhieb gefielen. Darauf folgte der Monsterfilm Cloverfield (2008), den Abrams produzierte. Als Regisseur drehte er danach die Kinofilme Star Trek (2009), Super 8 (2011) und Star Trek Into Darkness (2013). Seit Mission: Impossible III arbeitet er regelmäßig mit den Filmeditorinnen Mary Jo Markey und Maryann Brandon sowie dem Kameramann Daniel Mindel zusammen.
Im Januar 2013 gab Disney bekannt, dass Abrams die Regie beim siebten Teil der Star-Wars-Reihe – Star Wars: Das Erwachen der Macht – führen wird. Die Dreharbeiten begannen im Mai 2014 in den Londoner Pinewood Studios. Die Premiere fand im Dezember 2015 statt. Mit einem weltweiten Einspielergebnis von über zwei Milliarden US-Dollar avancierte der Film zum bis dato dritterfolgreichsten Film. Abrams inszenierte auch die dritte und finale Episode der letzten Star-Wars-Trilogie (Star Wars: Der Aufstieg Skywalkers), nachdem der ursprünglich als Regisseur vorgesehene Colin Trevorrow von Disney entlassen wurde. Der Film lief im Dezember 2019 in den Kinos an.
Abrams ist der Sohn des Fernsehproduzenten Gerald W. Abrams und der Produzentin Carol Abrams. Gemeinsam mit seiner Frau Katie McGrath hat er drei Kinder. Seine Tochter Gracie Abrams ist als Singer-Songwriterin bekannt geworden.

## Filmografie (Auswahl)

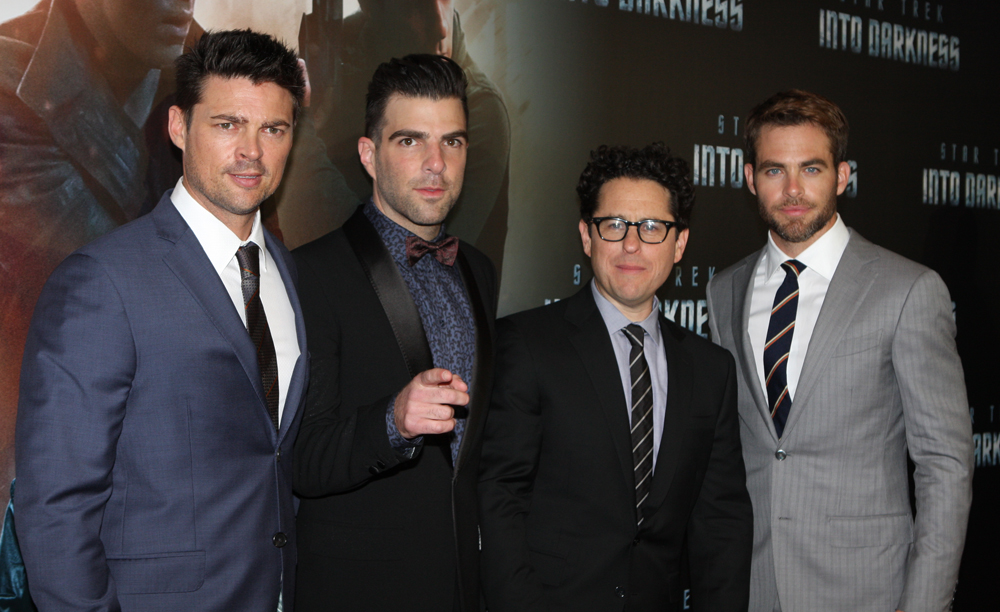
V. l. n. r.: Karl Urban, Zachary Quinto, J. J. Abrams und Chris Pine auf der Premiere von Star Trek Into Darkness.

### Filme

#### Regie
- 2006: Mission: Impossible III
- 2009: Star Trek
- 2011: Super 8
- 2013: Star Trek Into Darkness
- 2015: Star Wars: Das Erwachen der Macht (Star Wars: The Force Awakens)
- 2019: Star Wars: Der Aufstieg Skywalkers (Star Wars: The Rise of Skywalker)

#### Drehbuch
- 1990: Filofax – Ich bin du und du bist nichts (Taking Care of Business)
- 1991: In Sachen Henry (Regarding Henry)
- 1992: Forever Young
- 1997: Der 100.000 $ Fisch (Gone Fishin’)
- 1998: Armageddon – Das jüngste Gericht (Armageddon)
- 2001: Joyride – Spritztour (Joy Ride)
- 2006: Mission: Impossible III
- 2011: Super 8
- 2015: Star Wars: Das Erwachen der Macht (Star Wars: The Force Awakens)
- 2019: Star Wars: Der Aufstieg Skywalkers (Star Wars: The Rise of Skywalker)

#### Filmproduzent
- 1992: Forever Young (als Executive Producer)
- 1996: Der Zufallslover (The Pallbearer)
- 1998: The Suburbans – The Beat Goes On! (The Suburbans)
- 2001: Joyride – Spritztour (Joy Ride)
- 2008: Cloverfield
- 2009: Star Trek
- 2010: Morning Glory
- 2011: Super 8
- 2011: Mission: Impossible – Phantom Protokoll (Mission: Impossible – Ghost Protocol)
- 2013: Star Trek Into Darkness
- 2015: Mission: Impossible – Rogue Nation
- 2015: Star Wars: Das Erwachen der Macht (Star Wars: The Force Awakens)
- 2016: 10 Cloverfield Lane
- 2016: Star Trek Beyond
- 2017: Star Wars: Die letzten Jedi (Star Wars: The Last Jedi; als Executive Producer)
- 2018: The Cloverfield Paradox
- 2018: Mission: Impossible – Fallout
- 2018: Operation: Overlord (Overlord)
- 2019: Star Wars: Der Aufstieg Skywalkers (Star Wars: The Rise of Skywalker)
- 2022: Lou
- 2022: Der Junge, der Maulwurf, der Fuchs und das Pferd (The Boy, the Mole, the Fox and the Horse, Kurzfilm)

#### Schauspieler
- 1990: Filofax – Ich bin du und du bist nichts (Taking Care of Business)
- 1991: In Sachen Henry (Regarding Henry)
- 1993: Das Leben – Ein Sechserpack (Six Degrees of Separation)
- 1996: Diabolisch (Diabolique)
- 1999: The Suburbans – The Beat Goes On! (The Suburbans)
- 2017: The Disaster Artist
- 2019: Star Wars: Der Aufstieg Skywalkers (Star Wars: The Rise of Skywalker, Stimme von D-O)

### Serien

#### Regie
- 1999: Felicity (2 Folgen)
- 2001–2005: Alias – Die Agentin (Alias, 5 Folgen)
- 2004: Lost (2 Folgen)
- 2007: Das Büro (The Office, Folge 3x18)
- 2010: Undercovers (Folge 1x01)

#### Drehbuch
- 1998–2002: Felicity (Schöpfer, 17 Folgen Drehbuch)
- 2001–2006: Alias – Die Agentin (Alias, Schöpfer, 13 Folgen Drehbuch)
- 2004–2010: Lost (Schöpfer, 3 Folgen Drehbuch)
- 2008–2013: Fringe – Grenzfälle des FBI (Fringe, Schöpfer, 6 Folgen Drehbuch)
- 2010: Undercovers (Schöpfer, 3 Folgen Drehbuch)

#### Executive Producer
- 1998–2002: Felicity (84 Folgen)
- 2001–2006: Alias – Die Agentin (Alias, 105 Folgen)
- 2004–2010: Lost (121 Folgen)
- 2006–2007: Six Degrees (13 Folgen)
- 2006–2007: What About Brian (25 Folgen)
- 2008–2013: Fringe – Grenzfälle des FBI (Fringe, 100 Folgen)
- 2010: Undercovers (13 Folgen)
- 2011–2016: Person of Interest (103 Folgen)
- 2012: Alcatraz (13 Folgen)
- 2012–2014: Revolution (42 Folgen)
- 2013–2014: Almost Human (13 Folgen)
- 2014: Believe (13 Folgen)
- 2016: 11.22.63 – Der Anschlag (11.22.63, 8 Folgen)
- 2016: Roadies (10 Folgen)
- 2016–2022: Westworld (36 Folgen)
- 2018–2019: Castle Rock (20 Folgen)
- 2020: Her Voice (Little Voice, 9 Folgen)
- 2020: Lovecraft Country (10 Folgen)
- 2020: Der letzte Flug der Challenger (Challenger: The Final Flight, Dokumentarserie; 4 Folgen)
- 2021:  Lisey’s Story (8 Folgen)

## Bücher
- mit Doug Dorst: S. Mulholland Books, New York 2013, ISBN 978-0-316-20164-3.
  - S. – Das Schiff des Theseus Roman. Aus dem Englischen von Tobias Schnettler und Bert Schröder. Kiepenheuer & Witsch, Köln 2015, ISBN 978-3-462-04726-4.